# Rock Creek Park Lake
Der Rock Creek Park Lake ist ein Stausee in Bon Air im Chesterfield County im US-Bundesstaat Virginia. 
Er befindet sich etwa 7 Kilometer südwestlich von der Hauptstadt Richmond, direkt abseits des Powhite Parkways. Er wird vom Powhite Creek gespeist.